# Erytrismus

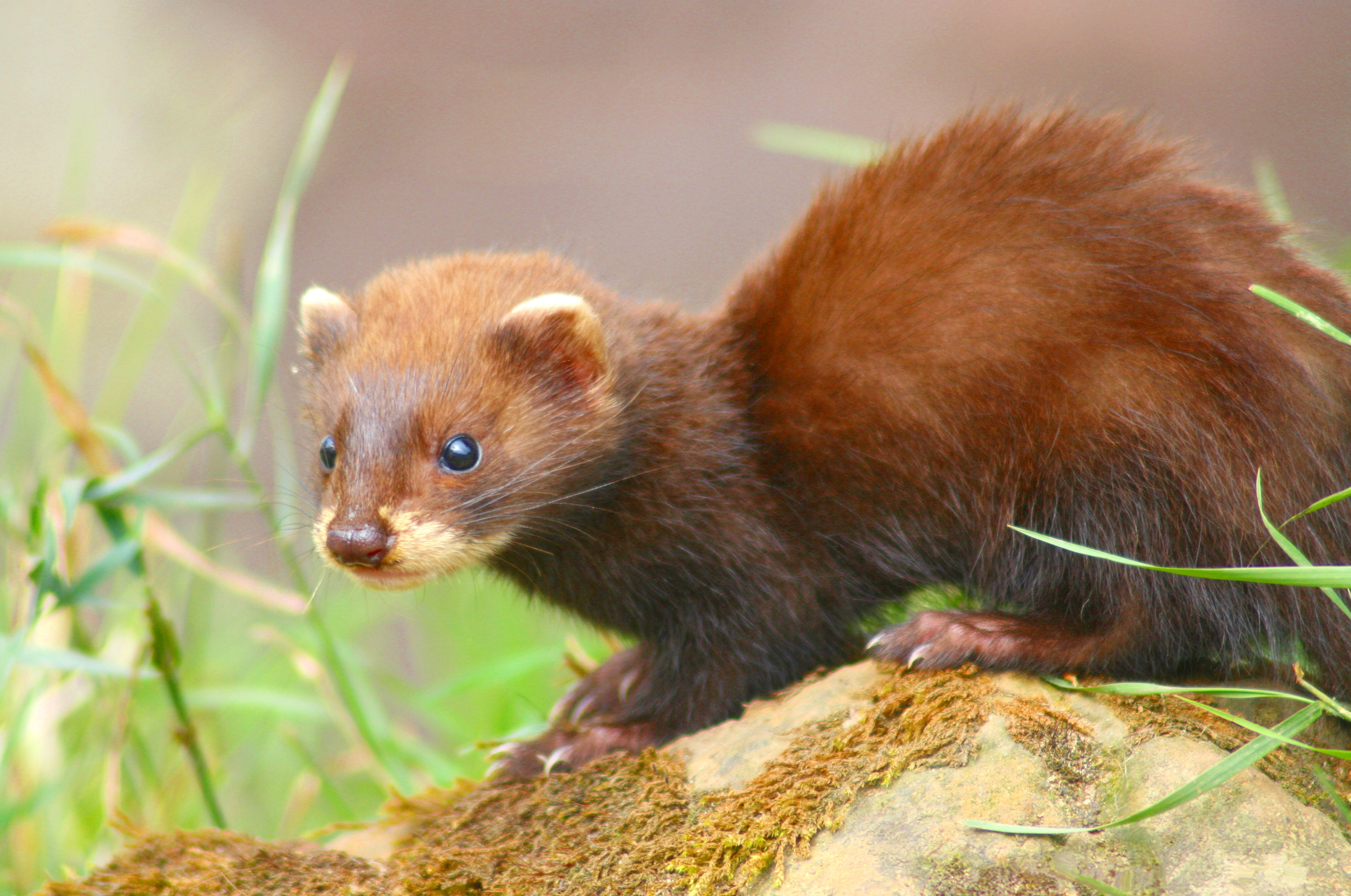
Erytrický tchoř

Erytrismus je pojmenování pro zmnožení červeného pigmentu ve zvířecí kůži, srsti, peří nebo vaječném obalu. Erytrismus vzniká buď genovou mutací anebo způsobem stravování. V některých případech jde zřejmě i o způsob maskování. Toto zbarvení může mít velké množství druhů zvířat, například kobylky, hadi, ptáci, šelmy nebo kytovci.

## Galerie

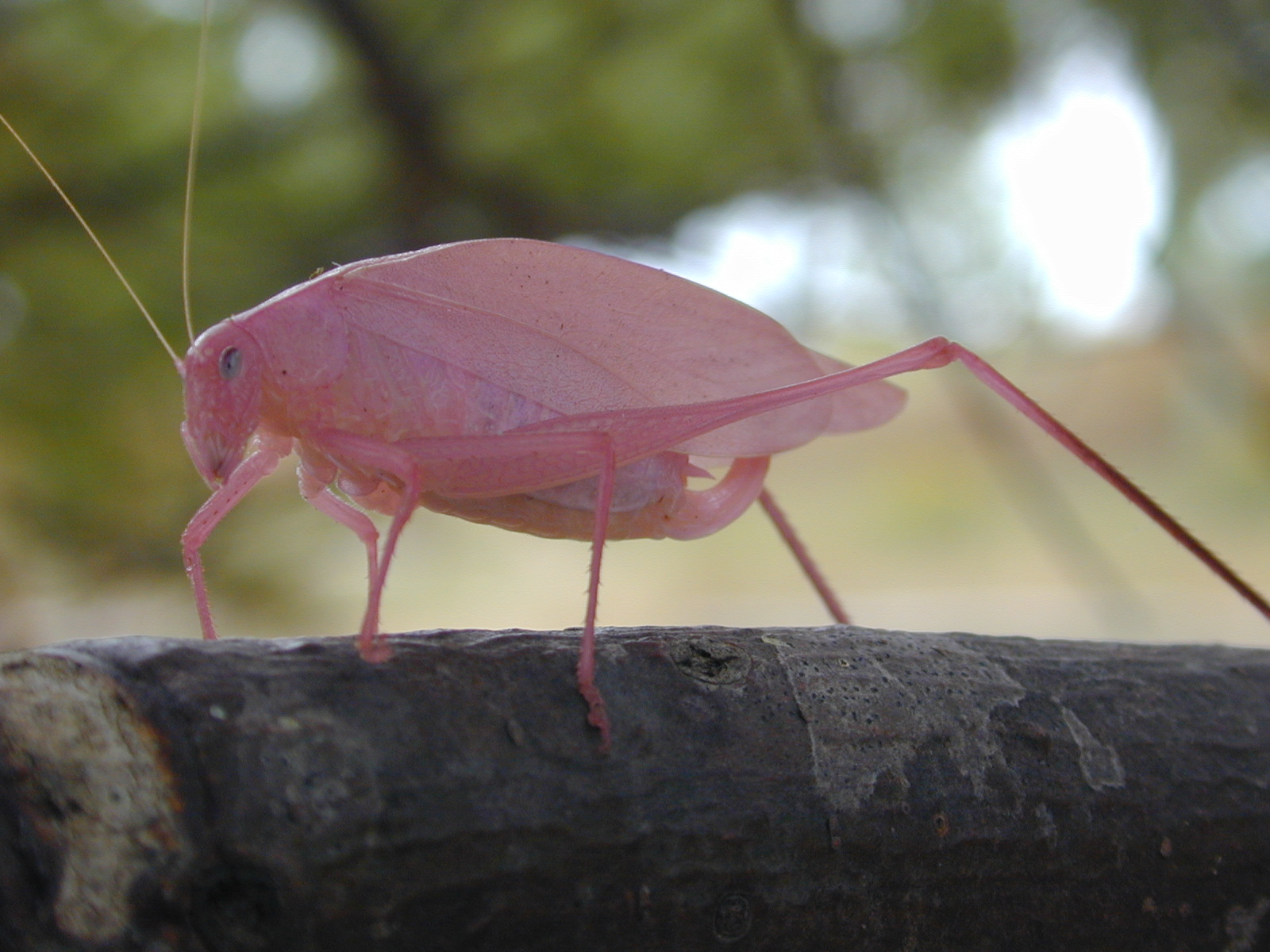
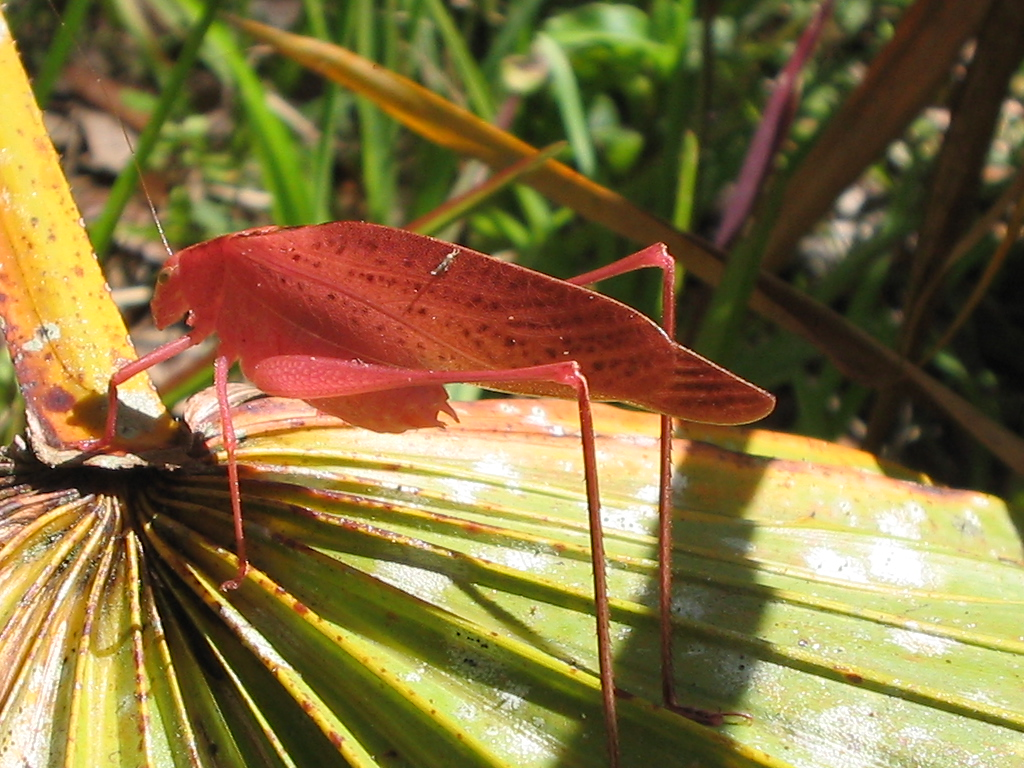
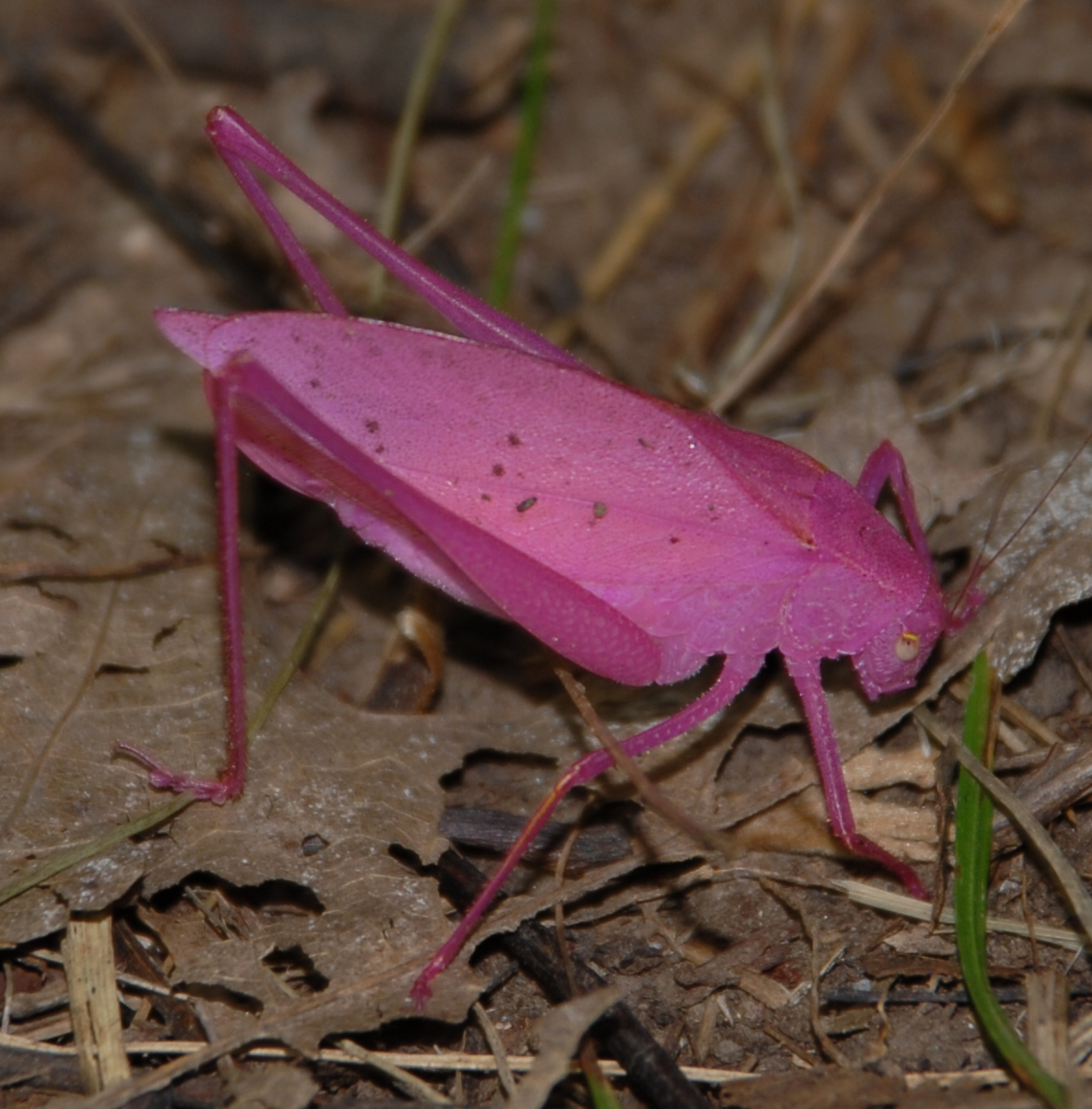